# 中華TV
中華TV是韓國國內唯一24小時播放中文電視節目的專門性綜合電視台，隸屬於CJ E&M，總部位於首爾市麻浦區龍江洞，主要節目內容包括中國電影、中國電視劇、漢語教學、演藝娛樂節目、新聞及文化紀錄片等。宣傳口號是，意思就是「真實的中國，中華TV，唯一的中國內容頻道」。

## 沿革
中華TV2004年成立，2005年啟播。啟播當時與中國中央電視台簽署了節目供應合同，中國中央電視台每天提供2小時的新聞節目。在2007年5月，中華TV的節目編排比率：綜合新聞、經濟新聞節目合佔20%，漢語教育節目佔15%，電影、電視劇合佔30%，文化、紀錄片合佔15%，演藝、娛樂節目合佔20%。曾播放的知名電視劇有《卧薪尝胆》、《大風歌》、《大唐芙蓉園》等。2010年5月進行改革，頻道的台徽及門戶網站亦經過大幅改動，跟CJ E&M旗下其他頻道統一式樣。現時（2016年6月）不再播放新聞，只播放電視劇、電影和紀錄片。放映中的節目有四小時播放韓國當地的節目，如綜藝節目《南男北女》（04:10-06:20）及tvN電視劇《家族的秘密》（06:20-09:00），其他時段播放的節目計有：電影《非常完美》（02:00-04:00）、《武媚娘傳奇》（09:00-10:00、13:00-15:00、21:00-23:00）、《瑯琊榜》（19:00-21:00、23:00-00:00）、《隋唐演義》、《王的女人》等，還有在23:00-02:00播放的色情電視劇《Medical妓坊映畫館》（메디컬기방영화관）。
2017年1月28日到30日，中华TV购买湖南卫视《快乐大本营》，连续3天上午11点和晚上11点播出，每天两集连播，作为面向韩国观众的春节大餐。

## 播出節目
| 電視劇類型 | 播映中的劇集                |
| ---------- | --------------------------- |
| 華劇       | 相爱穿梭千年2：月光下的交换 |
| 華劇       | 武神趙子龍                  |

## 頻道台號
- KT Skylife（朝鲜语：KT스카이라이프）：122台
- KT Olleh TV：116台
- B TV：95台
- U+ TV：37台
- t-broad：98번

另外，在南韓可利用tving網站實時觀看放映中的電視節目。

## 外部連結
- .   [2023-02-02]. （原始内容存档于2023-02-02） （韩语）.